# Polyblastia cinerea
Polyblastia cinerea är en lavart som först beskrevs av A. Massal., och fick sitt nu gällande namn av Jatta. Polyblastia cinerea ingår i släktet Polyblastia och familjen Verrucariaceae.   Inga underarter finns listade i Catalogue of Life.